# Acridocarpus pauciglandulosus
Acridocarpus pauciglandulosus är en tvåhjärtbladig växtart som beskrevs av Georg Oskar Edmund Launert. Acridocarpus pauciglandulosus ingår i släktet Acridocarpus och familjen Malpighiaceae. Inga underarter finns listade i Catalogue of Life.